# Krzywosądz (gromada)
Krzywosądz – dawna gromada, czyli najmniejsza jednostka podziału terytorialnego Polskiej Rzeczypospolitej Ludowej w latach 1954–1972.
Gromady, z gromadzkimi radami narodowymi (GRN) jako organami władzy najniższego stopnia na wsi, funkcjonowały od reformy reorganizującej administrację wiejską przeprowadzonej jesienią 1954 do momentu ich zniesienia z dniem 1 stycznia 1973, tym samym wypierając organizację gminną w latach 1954–1972.
Gromadę Krzywosądz z siedzibą GRN w Krzywosądzu utworzono – jako jedną z 8759 gromad na obszarze Polski – w powiecie aleksandrowskim w woj. bydgoskim, na mocy uchwały nr 24/1 WRN w Bydgoszczy z dnia 5 października 1954. W skład jednostki weszły obszary dotychczasowych gromad Altana, Borowo, Czołpin, Dęby, Krzywosądz, Morawy, Narkowo i Smarglin oraz miejscowość Bodzanowo folwark z dotychczasowej gromady Bodzanowo ze zniesionej gminy Sędzin w tymże powiecie. Dla gromady ustalono 23 członków gromadzkiej rady narodowej.
1 stycznia 1956 gromada weszła w skład nowo utworzonego powiatu radziejowskiego w tymże województwie.
1 stycznia 1972 gromadę Krzywosądz połączono z gromadą Dobre, tworząc z ich obszarów gromadę Dobre z siedzibą Gromadzkiej Rady Narodowej w Dobrem w tymże powiecie (de facto gromadę Krzywosądz zniesiono, włączając jej obszar do gromady Dobre).